# Rienus Krul
Rienus Krul (Wageningen, 18 januari 1978) is een Nederlandse acteur. Hij speelde in diverse films en series, waaronder Zwaar verliefd!, Casanova's en Vliegende Hollanders.

## Biografie
Tot zijn zesde jaar woonde Krul met zijn ouders in achtereenvolgens Mali, Australië en Indonesië, waarna het gezin naar Nederland terug verhuisde. Hij woonde daarna achtereenvolgens in Maarssenbroek en Vught en ging in 's-Hertogenbosch en Eindhoven naar school. Krul studeerde in 2001 af aan de Hogeschool voor de Kunsten Utrecht, waarna hij de Pabo deed, waardoor zijn acteercarrière pas later op gang kwam.
Krul heeft in uiteenlopende theaterproducties gespeeld bij onder andere de jongerenafdeling van het Nationaal Toneel, Kassys, Stella Den Haag en het Onafhankelijk Toneel. Tevens heeft hij negen jaar voor OMDENKEN gewerkt. Krul heeft zich als acteur gespecialiseerd in film- en tv-producties en voice-over-werk. Zo speelde hij onder andere rollen in Prooi, 100% Coco en Project Gio. Daarnaast speelde hij veelvuldig in korte films van het 48 Hour Film Project, waarvoor hij verschillende malen de prijs in de categorie Beste acteur ontving.
Voor OPEN Rotterdam maakte hij de series "Rotterdam in Quarantaine" en "Rotterdam uit Quarantaine" waarvan een aantal afleveringen tevens op de Rotterdamse Pleinbios 2021 te zien was. Daarnaast was hij te zien in vele tv-series en nationale en internationale commercials.

## Persoonlijk
Krul woont samen met zijn vriendin en drie kinderen in Rotterdam.

## Filmografie

### Film
| Jaar | Titel                                            | Rol                 |
| ---- | ------------------------------------------------ | ------------------- |
| 2016 | Prooi                                            | Brinkers            |
| 2017 | 100% Coco                                        | Conrector Hulleman  |
| 2017 | Hitchkock Hitchkock                              | Rens                |
| 2018 | Out Of Office                                    | Michiel van Doorn   |
| 2018 | Zwaar verliefd!                                  | Dicky               |
| 2019 | Zwart                                            | Ronnie              |
| 2019 | Lekkage                                          | Charlie de Winter   |
| 2019 | Project Gio                                      | Johan               |
| 2020 | Casanova's                                       | Wouter              |
| 2021 | Zwaar verliefd! 2                                | Dicky               |
| 2021 | M U Z E                                          | Wolfgang van Oorloo |
| 2022 | De Bellinga's: Huis op stelten                   | Bram                |
| 2022 | De Tatta's                                       | Peter               |
| 2022 | Ome Cor                                          | UWV Ambtenaar       |
| 2024 | De Bellinga's: Pretpark op stelten               | Bram                |
| 2024 | De Grote Sinterklaasfilm: Stampij in de bakkerij | monteur             |

### Televisie
| Jaar      | Titel                      | Rol               |
| --------- | -------------------------- | ----------------- |
| 2002      | Meiden van De Wit          | Manegehulp        |
| 2014-2016 | Sinterklaasjournaal        | Baardpiet         |
| 2014      | Flikken Maastricht         | Rik Hoogenterp    |
| 2012-2013 | Huisje, Boompje, Beestje   | Buurman           |
| 2018      | De regels van Floor        | Badmeester        |
| 2020      | Dit zijn wij               | Bram              |
| 2020      | Vliegende Hollanders       | Eddie Fuld        |
| 2022      | Flikken Maastricht         | Bart Linders      |
| 2024      | Komt een man bij de dokter | Marcel Manshanden |
| 2024      | Hein                       | Postbode          |